# Naturwaldreservat Mordgrund
Das Naturwaldreservat Mordgrund ist ein Naturschutzgebiet im Naturraum Steigerwald, das sich über eine Fläche von etwa 25 Hektar erstreckt. Es befindet sich in Sand am Main, einer Gemeinde im unterfränkischen Landkreis Haßberge. Das Gebiet liegt grob zwischen den Orten Zell am Ebersberg im Westen und Oberschleichach im Südosten. Die Ausweisung als Schutzgebiet erfolgte im Jahr 2002. Das Naturschutzgebiet ist Teil des Großschutzgebiets Naturwald Knetzberge-Böhlgrund.

## Geographische Lage
Das Schutzgebiet liegt im Mittelgebirge Steigerwald, das weitgehend mit dem Naturpark Steigerwald übereinstimmt. Westlich des Gebiets befindet sich Zell am Ebersberg, südöstlich liegt Oberschleichach, ein Ortsteil von Oberaurach, und südlich grenzt Neuschleichach an. Nördlich erhebt sich der 450 Meter hohe Ebersberg mit der Burgstall Ebersberg. Der Marsbach, ein Zufluss des Stöckigsbaches, fließt südlich des Schutzgebiets vorbei. Das Gebiet gehört zur Gemarkung Zeller Forst-West. Es ist zudem Teil des FFH-Gebiets Buchenwälder und Wiesentäler des Nordsteigerwalds sowie des Vogelschutzgebiets Oberer Steigerwald. Innerhalb des Schutzgebiets befindet sich das Bodendenkmal eines Bestattungsplatzes mit Grabhügeln aus der Hallstattzeit (Nummer D-6-6029-0022). Erreichbar ist das Schutzgebiet über die Staatsstraße 2276.

## Schutzgründe
Die Schutzgründe gemäß der Verordnung liegen darin, den Waldstandort auf Gipskeuper am Steigerwaldanstieg in seiner natürlichen und naturnahen Beschaffenheit zu erhalten. Ziel ist es, die charakteristischen Lebensgemeinschaften des Waldes zu bewahren, zu denen unter anderem die Böden sowie verschiedene Tier- und Pflanzenarten gehören. Eine ungestörte, natürliche Entwicklung soll dabei gefördert werden.
Zusätzlich dient das Gebiet der forstwissenschaftlichen Forschung und der Beobachtung der natürlichen Waldentwicklung. Außerdem werden Erkenntnisse über das Wechselspiel zwischen Wald und Umwelt gewonnen, die sowohl für die Forschung als auch für den Naturschutz von Bedeutung sind. Das Gebiet fungiert zudem als Anschauungsobjekt für unbeeinflusste Waldentwicklung, um langfristige Forschungsergebnisse zur nachhaltigen Waldnutzung zu gewinnen. Die Erhaltung des Waldgebiets erfolgt im Rahmen des europäischen Schutzgebietsnetzwerks (FFH-Gebiet) zur Sicherstellung der natürlichen Dynamik und zur Förderung seltener und gefährdeter Arten.

## Charakteristik
Im Naturwaldreservat Mordgrund, welches nahezu identisch mit dem gleichnamigen Naturschutzgebiet ist, dominiert im nördlichen Teil des Gebiets die Eiche, begleitet von Buchen, Hainbuchen und Elsbeeren. Einzelne Feldahorne, Kirschen, Spitzahorne und Kiefern sind ebenfalls vorhanden. Im südlichen Abschnitt prägen vor allem Buchen das Bild, gemeinsam mit Eichen, Hainbuchen, Kiefern, Schwarzerlen, Bergahornen, Linden, Spitzahornen, Elsbeeren, Kirschen, Ulmen, Feldahornen, Robinien und vereinzelt Fichten. Der Südosten wird von Hainbuchen, Eichen, Buchen, Kiefern und Elsbeeren dominiert.
Das Naturwaldreservat Mordgrund weist eine Baumzusammensetzung auf, die im Jahr 2022 stark von Hainbuchen (65,9 % der Bäume) dominiert wird. Diese machen 43,1 % des Gesamtvolumens des Holzvorrats aus, mit einem Vorrat von 202,2 Vorratsfestmetern (VfmD) pro Hektar. Buchen sind mit 21,2 % der Bäume vertreten und tragen 26,8 % zum Holzvolumen bei (125,7 VfmD/ha). Eichen machen 12,1 % der Bäume aus und tragen mit 28,1 % einen erheblichen Anteil am Holzvolumen (132,1 VfmD/ha).
Elsbeeren und Kiefern spielen mit jeweils nur 0,4 % der Bäume eine untergeordnete Rolle und tragen jeweils nur etwa 1 % zum Gesamtvolumen bei. Die mittlere Durchmessergröße (dg) liegt für Buchen bei 34,7 cm, für Eichen bei 46,2 cm, während Hainbuchen mit 27,1 cm etwas schlanker sind. Insgesamt beträgt die Basalfläche (G) 34,8 m²/ha, und der gesamte Holzvorrat des Waldes summiert sich auf 469,6 VfmD/ha.

## Artnachweis
Im Naturschutzgebiet Naturwaldreservat Mordgrund wurden verschiedene bedeutende Arten nachgewiesen, die eine wichtige Rolle spielen. Unter den Pilzen sind der wolliger Milchling, der  Erdschieber, der  samtiger Schichtpilz sowie der fuchsiger Röteltrichterling von besonderem Interesse. Auch die  Graukappe, der Nebeltrichterling, die Totentrompete und die  krause Glucke sind hier zu finden. Zudem sind der flache  flacher Lackporling, der violetter Lacktrichterling und der Zunderschwamm erwähnenswert, ebenso wie der gemeiner Rindensprenger, der zur Biodiversität des Gebietes beiträgt. Darüber hinaus ist auch die weißmündige Bänderschnecke im Mordgrund nachgewiesen.